# Paulo David
Paulo David Abreu Andrade (Funchal, 1959) é um arquiteto português, laureado em 2012 com a Medalha Alvar Aalto.
Formou-se em 1989 na Faculdade de Arquitectura da Universidade Técnica de Lisboa, tendo trabalhado nos gabinetes de Gonçalo Byrne e João Luís Carrilho da Graça. Em 1996 regressa ao Funchal, tendo aí estabelecido o seu gabinete em 2003..

## Obras[3]

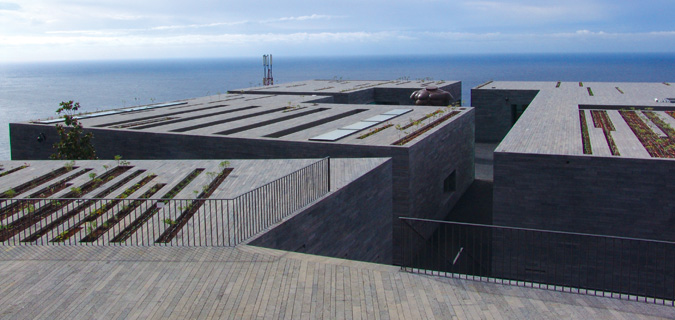
Centro das Artes - Casa das Mudas

- Centro das Artes - Casa das Mudas, Calheta, Madeira
- Restaurante Salinas, Câmara de Lobos, Madeira
- Casa no Funchal 05, Funchal, Madeira
- Pavilhão do Vulcanismo, São Vicente, Madeira
- Caves de São Vicente, São Vicente, Madeira
- Piscinas de Salinas, Câmara de Lobos, Madeira
- Ponte pedonal sobre a Ribeira de Santa Luzia

## Prémios/Condecorações
2017
- Global Award for Sustainable Architecture[4]

2008
- Prémio Klippan - Cátedra Cerámica Hispalyt, Finalista, Centro das Artes - Casa das Mudas | Calheta
- Prémio Europeu de Espaço Público, Finalista, Complexo das Salinas | Câmara de Lobos

2007
- Prémio Enor, Finalista, Complexo das Salinas | Câmara de Lobos
- Prémio Fad – Arquitectura Ibérica, Vencedor, Complexo das Salinas | Câmara de Lobos
- Prémio Internacional da Pedra na Arquitectura, "Marmomacc", 42.ª Edição em Padova, Vencedor, Piscinas das Salinas | Câmara de Lobos
- Prémio Internacional de Arquitectura em Pedra, Verona, Vencedor, Complexo das Salinas | Câmara de Lobos
- Prémio AICA/MC | Prémio Carreira da Secção portuguesa da Associação Internacional dos Críticos de Arte | Ministério da Cultura

2005
- Prémio "Barbara Cappochin", Obra seleccionada, Centro das Artes – Casa das Mudas | Calheta
- Prémio Enor, 1.ª edição, Prémio Enor Portugal, Vencedor, Centro das Artes – Casa das Mudas | Calheta
- Prémio Fad – Arquitectura Ibérica, Finalista, Centro das Artes – Casa das Mudas | Calheta
- Prémio "A Pedra na Arquitectura", 7.ª edição, Vencedor, Centro das Artes – Casa das Mudas | Calheta
- Prémio Europeu de Arquitectura Contemporânea_Prémio Mies Van der Rohe, Obra Seleccionada, Centro das Artes - Casa das Mudas | Calheta

1996
- Prémio de Arquitectura da Cidade do Funchal, 1.ª Edição, Vencedor, Creche "Primaveras" da Associação dos Jovens Empresários da Madeira | Funchal